# Hugo Briatta
Hugo Briatta (24 de junio de 1996) es un deportista francés que compite en ciclismo de montaña en la disciplina de campo a través.
Ganó dos medallas de plata en el Campeonato Mundial de Ciclismo por Eliminación, en los años 2018 y 2019, y dos medallas en el Campeonato Europeo de Ciclismo de Montaña, oro en 2019 y bronce en 2020.

## Medallero internacional
| Campeonato Mundial | Campeonato Mundial     | Campeonato Mundial | Campeonato Mundial |
| Año                | Lugar                  | Medalla            | Competición        |
| ------------------ | ---------------------- | ------------------ | ------------------ |
| 2018               | Chengdu (China)        | Medalla de plata   | Eliminación        |
| 2019               | Waregem (Bélgica)      | Medalla de plata   | Eliminación        |
| Campeonato Europeo |                        |                    |                    |
| Año                | Lugar                  | Medalla            | Competición        |
| 2019               | Brno (República Checa) | Medalla de oro     | Eliminación        |
| 2020               | Monteceneri (Suiza)    | Medalla de bronce  | Eliminación        |